# Trichotoxon martensi
Trichotoxon martensi é uma espécie de gastrópode  da família Helicarionidae.
É endémica da Tanzânia.